# Klatovy město
Klatovy město je železniční zastávka v jižní části okresního města Klatovy v Plzeňském kraji nedaleko Drnového potoka. Leží na jednokolejné neelektrizované trati Horažďovice předměstí – Domažlice. Dále se ve městě nachází starší a vytíženější stanice, Klatovy.

## Historie
Budova zastávky byla vybudována státní společností Českomoravská transverzální dráha (BMTB), jež usilovala o dostavbu traťového koridoru propojujícího již existující železnice v ose od západních Čech po Trenčianskou Teplou. Dne 1. října 1888 byl zahájen pravidelný provoz v úseku z Klatov, kam byla přivedena železnice společností Česká západní dráha z Plzně roku 1876, do stanice Horažďovice Babiny (později Horažďovice předměstí), kde se napojila na trať společnosti Dráhy císaře Františka Josefa (KFJB) spojující Vídeň, České Budějovice a Plzeň. Vzhled budovy byl vytvořen dle typizovaného architektonického vzoru shodného pro všechna nádraží v majetku BMTB.
Českomoravská transverzální dráha byla roku 1918 začleněna do sítě ČSD.

## Popis
Nachází se zde jedno nekryté nástupiště.